# A Caminho das Índias
A Caminho das Índias é um filme brasileiro lançado em 1982 baseado no livro A Caminho das Índias, de Bete Cristianini.

## Sinopse
O documentário estabelece um paralelo entre a descoberta do Brasil e sua história recente, focando na então vila de pescadores Trancoso na Bahia. 

## Elenco
- José Celso Martinez Corrêa
- Cacá Rosset